# Micka (chat)
 (avril 2024).
Pour les articles homonymes, voir Micka.
Micka (2012–2024) était une chatte domestique appartenant au président de la République tchèque, Petr Pavel, fréquemment apparue dans la campagne de l'élection présidentielle de 2023 en République tchèque,.  
Avec le couple présidentiel, elle a déménagé dans la villa de Lumbe en 2023, devenant ainsi le premier animal de compagnie à être officiellement hébergé au Château de Prague depuis longtemps.